# Летње олимпијске игре 2016.
Летње олимпијске игре 2016. (порт. Jogos Olímpicos de Verão de 2016), званично Игре XXXI Олимпијаде одржане су у Рио де Жанеиру у Бразилу у периоду 5—21. августа 2016, и биле су то прве Олимпијске игре одржане на тлу Јужне Америке.
Домаћинство Олимпијских игара граду Рију је додељено на седници МОК-а одржаној у Копенхагену 2. октобра 2009. године. У конкуренцији Мадрида, Токија и Чикага бразилски град је добио највише гласова чланова извршног одбора МОК-а и на тај начин постао не само први бразилски град домаћин Олимпијских игара, већ и први јужноамерички и први лузофони град домаћин Игара. Уједно Рио је и тек други латиноамерички град домаћин Игара, након што су Игре XIX Олимпијаде одржане 1968. у Мексико Ситију.
На Играма учествује рекордних 206 националних олимпијских комитета, а по први пут на Играма учествују и спортисти из Јужног Судана и Косова, као и Олимпијски избеглички тим. Учествује укупно 11.239 спортиста који се такмиче у 306 дисциплина у 28 спортова. У олимпијски програм се вратио голф, по први пут након Игара 1904, док се као нови спорт на Играма по први пут појавио рагби седам. Сва спортска такмичења одржана су на укупно 38 спортских борилишта, а 33 од њих се налази у самом граду, док преосталих пет чине фудбалски стадиони у Сао Паулу, Бело Оризонтеу, Салвадору, Бразилији и Манаусу.
Олимпијска бакља која је упаљена у древној Олимпији 21. априла на тло Бразила је донесена 3. маја и пре него је упаљена на централном олимпијском стадиону пронесена је кроз више од 300 бразилских градова. Званичан мото игара је Нови свет (порт. Um mundo novo). Званичне маскоте игара су Винисијус који представља комбинацију бразилске фауне, и Том као отелотворење богате бразилске флоре.
| 300+ 100+ 30+ | 10+ 4+ 1+ |

## „Трка за домаћинство Игара”
Процес подношења кандидатура за домаћинство Игара 2016. званично је отпочео 16. маја 2007, а сви заинтересовани градови кандидати морали су до 13. септембра исте године да предају прелиминарну пријаву Међународном олимпијском комитету. Сваки град кандидат је потом морао до 14. јануара 2008. да МОК-у преда комплетну документацију која је садржавала одговоре на 25 питања у вези са плановима о организацији Игара. Извршни одбор МОК-а је 4. јуна исте године објавио скраћени списак на ком су се налазила имена четири потенцијална града домаћина који су испуњавали услове за организацију игара. Поред Рио де Жанеира међу кандидатима су остали главни град Јапана Токио, престоница Шпаније Мадрид и амерички Чикаго. Катарска престоница Доха није добила званичан статус кандидата од стране МОК-а иако су у званичној документацији имали боље резултате од Рија, а основни разлог одбијања њихове кандидатуре била је намера организатора да због велике врућине током лета у тој земљи, Игре организује у октобру месецу, што се косило са спортским календаром МОК-а. Градови Праг (Чешка) и Баку (Азербејџан) нису успели да обезбеде комплетну позитивну документацију.
Коначна одлука о домаћину Игара 2016. донета је на седници МОК-а одржаној 2. октобра 2009. у Копенхагену (Данска). Кандидатуре Чикага и Токија добиле су најмању подршку чланова МОК-а, те су та два града испала након прва два круга гласања. У одлучујућем трећем кругу гласања кандидатура Рио де Жанеира добила је 66 од укупно 98 гласова чланова извршног одбора МОК-а и на тај начин Рио је постао први јужноамерички град коме је додељена организација Олимпијских игара. Пре Рија још два јужноамеричка града су неуспешно покушавала да добију организацију Игара: Буенос Ајрес у четири наврата (1936, 1956, 1968. и 2004) и Бразилија за Игре 2004. године.
| Надметање за домаћинство Олимпијских игара 2016. | Надметање за домаћинство Олимпијских игара 2016. | Надметање за домаћинство Олимпијских игара 2016. | Надметање за домаћинство Олимпијских игара 2016. | Надметање за домаћинство Олимпијских игара 2016. |
| ------------------------------------------------ | ------------------------------------------------ | ------------------------------------------------ | ------------------------------------------------ | ------------------------------------------------ |
| Град                                             | Држава                                           | Први круг                                        | Други круг                                       | Трећи круг                                       |
| Рио де Жанеиро                                   | Бразил                                           | 26                                               | 46                                               | 66                                               |
| Мадрид                                           | Шпанија                                          | 28                                               | 29                                               | 32                                               |
| Токио                                            | Јапан                                            | 22                                               | 20                                               | -                                                |
| Чикаго                                           | САД                                              | 18                                               | -                                                | -                                                |

## Спортска инфраструктура
- Стадион Маракана, место одржавања церемоније отварања и затварања и финалних фудбалских утакмица.
- Олимпијски стадион Жоао Авеланж, местро одржавања атлетских такмичења.
- Центар за водене спортове Марија Ленк, место одржавања такмичења у ватерполу, синхронизованом пливању и скоковима у воду.
- Плажа Копакабана, местро одржавања такмичења у триатлону и одбојци на песку.
- HSBC Arena, site of Artistic Gymnastics and Rhythmic Gymnastics.
- Sambadrome, site of Marathon and Race Walking.
- Ginásio do Maracanãzinho, site of Volleyball.
- Lagoa Rodrigo de Freitas, site of Rowing and Canoeing.

## Припреме за такмичење
Догађаји су се одржавали на осамнаест постојећих локација, девет нових локација изграђених специјално за такмичење и седам привремених локација.
Историјски центар града прошао је пројекат ревитализације урбане обале (познат као Порто Маравиља), који покрива површину од 5 квадратних километара (1,9 квадратних миља). Пројекат је имао за циљ поновни развој лучког подручја, повећање атрактивности центра града и јачање конкурентске позиције Рија у глобалној економији.
Урбана обнова обухватила је 700 километара (430 миља) јавних мрежа за водоснабдевање, канализацију, струју, гас и телекомуникације; 4 километра тунела; 70 километара путева; 650 квадратних километара тротоара; 17 километара бициклистичких стаза; 15.000 стабала; и три постројења за санитарну обраду. У оквиру овог реновирања, изграђена је трамвајска мрежа и пуштена у рад нова линија.
Организација игара (тачније поштовање протокола) је захтевало преко 200 километара сигурносне ограде. Складиште од 15.000 квадратних метара коришћено је за снабдевање олимпијског села намештајем и опремом. У другом магацину од 90.000 квадратних метара налазила се сва опрема потребна за одржавање спортских догађаја.
Цене карата су објављене 16. септембра 2014. године, а све су продате у бразилским реалима (BRL). Укупно је требало да буде продато 7,5 милиона карата, а цене улазница су се кретале од 40 BRL за многе догађаје до 4.600 BRL за најскупља места на церемонији отварања.
Као аспект своје понуде, Организациони комитет Рија планирао је да се фокусира на темама одрживости и заштите животне средине као главним темама, назвавши ове олимпијске игре „Зеленим играма за плаву планету“. Као наслеђени пројекти, организатори су намеравали да уведу више опција јавног превоза, унапреде инфраструктуру фавела како би се обезбедио бољи транспорт и приступ комуналним услугама, унапреде канализациони систем Рија како би се санирао ниво загађења у заливу Гванабара и садња 24 милиона садница. Међутим, неки од ових пројеката су наишли на кашњења или су се суочили са економским недостацима, што је навело неке критичаре да верују да Рио није у стању да оствари све што је првобитно било планирано.
Фокус на заштиту животне средине утицао је и на примену појединих олимпијских протокола. Бронзане и сребрне медаље, као и траке на свим медаљама, дизајниране су тако да садрже рециклиране материјале. Спортистима није додељивано цвеће током доделе медаља, као што је то била традиција на претходним Олимпијским играма (иако су цветни прикази и даље коришћени као део протокола доделе медаља. Подијуми су дизајнирани коришћењем материјала који се могу рециклирати за израду намештаја.

## Спортови
За програм Летњих олимпијских игара 2016. планирано је учешће 26 спортова и укупно 39 дисциплина. Има два слободна места за нове спортове, а конкурише 7 спортова. Бејзбол и софтбол који су избачени из програма 2005. ће конкурисати, као и карате, голф, сквош, ролер-спортови и рагби.
Усвојен је нови систем одлучивања за увођење нових спортова. Сада да би се спорт уврстио у званични програм треба да има просту већину, за разлику од ранијег система по којем је била потребна 2/3 већина. Лидери ових спортова одржаће презентације пред Извршним одбором МОК-а у јуну 2009. а који спортови ће бити на Олимпијским играма биће саопштено такође на седници у Копенхагену.

## Распоред такмичења
- Распоред је званично објављен 31. марта 2015.

| ЦО | церемонија отварања | ● | квалификације | 1 | финале | ЕГ | егзибиције | ЦЗ | церемонија затварања |

| датумспоротиви                | датумспоротиви                | 3 сре | 4 чет | 5 пет | 6 суб | 7 нед | 8 пон | 9 уто | 10 сре | 11 чет | 12 пет | 13 суб | 14 нед | 15 пон | 16 уто | 17 сре | 18 чет | 19 пет | 20 суб | 21 нед | Ук.фин. |
| ----------------------------- | ----------------------------- | ----- | ----- | ----- | ----- | ----- | ----- | ----- | ------ | ------ | ------ | ------ | ------ | ------ | ------ | ------ | ------ | ------ | ------ | ------ | ------- |
| Церемоније отварања/затварања | Церемоније отварања/затварања |       |       | ЦО    |       |       |       |       |        |        |        |        |        |        |        |        |        |        |        | ЦЗ     |         |
| Атлетика                      | Атлетика                      |       |       |       |       |       |       |       |        |        | 3      | 5      | 4      | 5      | 5      | 4      | 6      | 7      | 7      | 1      | 47      |
| Бадминтон                     | Бадминтон                     |       |       |       |       |       |       |       |        | ●      | ●      | ●      | ●      | ●      | ●      | 1      | 1      | 2      | 1      |        | 5       |
| Бициклизам                    | Друмски                       |       |       |       | 1     | 1     |       |       | 2      |        |        |        |        |        |        |        |        |        |        |        | 18      |
| Бициклизам                    | Велодромски                   |       |       |       |       |       |       |       |        | 1      | 2      | 2      | 1      | 1      | 3      |        |        |        |        |        | 18      |
| Бициклизам                    | Екстремни (BMX)               |       |       |       |       |       |       |       |        |        |        |        |        |        |        | ●      | ●      | 2      |        |        | 18      |
| Бициклизам                    | Брдски                        |       |       |       |       |       |       |       |        |        |        |        |        |        |        |        |        |        | 1      | 1      | 18      |
| Бокс                          | Бокс                          |       |       |       | ●     | ●     | ●     | ●     | ●      | ●      | ●      | ●      | 1      | 1      | 1      | 1      | 1      | 1      | 3      | 4      | 13      |
| Ватерполо                     | Ватерполо                     |       |       |       | ●     |       | ●     | ●     | ●      | ●      | ●      | ●      | ●      | ●      | ●      | ●      | ●      | 1      | 1      |        | 2       |
| Веслање                       | Веслање                       |       |       |       | ●     | ●     | ●     | ●     | 2      | 4      | 4      | 4      |        |        |        |        |        |        |        |        | 14      |
| Гимнастика                    | Гимнастика                    |       |       |       | ●     | ●     | 1     | 1     | 1      | 1      |        |        | 4      | 3      | 3      | ЕГ     |        |        |        |        | 18      |
| Гимнастика                    | Ритмичка                      |       |       |       |       |       |       |       |        |        |        |        |        |        |        |        |        | ●      | 1      | 1      | 18      |
| Гимнастика                    | Трамполина                    |       |       |       |       |       |       |       |        |        | 1      | 1      |        |        |        |        |        |        |        |        | 18      |
| Голф                          | Голф                          |       |       |       |       |       |       |       |        | ●      | ●      | ●      | 1      |        |        | ●      | ●      | ●      | 1      |        | 2       |
| Дизање тегова                 | Дизање тегова                 |       |       |       | 1     | 2     | 2     | 2     | 2      |        | 2      | 1      | 1      | 1      | 1      |        |        |        |        |        | 15      |
| Једрење                       | Једрење                       |       |       |       |       |       | ●     | ●     | ●      | ●      | ●      | ●      | 2      | 2      | 2      | 2      | 2      |        |        |        | 10      |
| Кајак и кану                  | Кајак                         |       |       |       |       | ●     | ●     | 1     | 1      | 2      |        |        |        |        |        |        |        |        |        |        | 16      |
| Кајак и кану                  | Кану                          |       |       |       |       |       |       |       |        |        |        |        |        | ●      | 4      | ●      | 4      | ●      | 4      |        | 16      |
| Коњички спорт                 | Коњички спорт                 |       |       |       | ●     | ●     | ●     | 2     | ●      | ●      | 1      |        | ●      | 1      | ●      | 1      |        | 1      |        |        | 6       |
| Кошарка                       | Кошарка                       |       |       |       | ●     | ●     | ●     | ●     | ●      | ●      | ●      | ●      | ●      | ●      | ●      | ●      | ●      | ●      | 1      | 1      | 2       |
| Мачевање                      | Мачевање                      |       |       |       | 1     | 1     | 1     | 1     | 2      | 1      | 1      | 1      | 1      |        |        |        |        |        |        |        | 10      |
| Модеран петобој               | Модеран петобој               |       |       |       |       |       |       |       |        |        |        |        |        |        |        |        | ●      | 1      | 1      |        | 2       |
| Одбојка                       | Одбојка на песку              |       |       |       | ●     | ●     | ●     | ●     | ●      | ●      | ●      | ●      | ●      | ●      | ●      | 1      | 1      |        |        |        | 4       |
| Одбојка                       | Одбојка у дворани             |       |       |       | ●     | ●     | ●     | ●     | ●      | ●      | ●      | ●      | ●      | ●      | ●      | ●      | ●      | ●      | 1      | 1      | 4       |
| Пливање                       | Пливање                       |       |       |       | 4     | 4     | 4     | 4     | 4      | 4      | 4      | 4      |        | 1      | 1      |        |        |        |        |        | 34      |
| Рагби                         | Рагби                         |       |       |       | ●     | ●     | 1     | ●     | ●      | 1      |        |        |        |        |        |        |        |        |        |        | 2       |
| Рвање                         | Рвање                         |       |       |       |       |       |       |       |        |        |        |        | 2      | 2      | 2      | 3      | 3      | 2      | 2      | 2      | 18      |
| Рукомет                       | Рукомет                       |       |       |       | ●     | ●     | ●     | ●     | ●      | ●      | ●      | ●      | ●      | ●      | ●      | ●      | ●      | ●      | 1      | 1      | 2       |
| Синхронизовано пливање        | Синхронизовано пливање        |       |       |       |       |       |       |       |        |        |        |        | ●      | ●      | 1      |        | ●      | 1      |        |        | 2       |
| Скокови у воду                | Скокови у воду                |       |       |       |       | 1     | 1     | 1     | 1      |        | ●      | ●      | 1      | ●      | 1      | ●      | 1      | ●      | 1      |        | 8       |
| Стони тенис                   | Стони тенис                   |       |       |       | ●     | ●     | ●     | ●     | 1      | 1      | ●      | ●      | ●      | ●      | 1      | 1      |        |        |        |        | 4       |
| Стреличарство                 | Стреличарство                 |       |       | ●     | 1     | 1     | ●     | ●     | ●      | 1      | 1      |        |        |        |        |        |        |        |        |        | 4       |
| Стрељаштво                    | Стрељаштво                    |       |       |       | 2     | 2     | 2     | 1     | 2      | 1      | 2      | 2      | 1      |        |        |        |        |        |        |        | 15      |
| Теквондо                      | Теквондо                      |       |       |       |       |       |       |       |        |        |        |        |        |        |        | 2      | 2      | 2      | 2      |        | 8       |
| Тенис                         | Тенис                         |       |       |       | ●     | ●     | ●     | ●     | ●      | ●      | 1      | 1      | 3      |        |        |        |        |        |        |        | 5       |
| Триатлон                      | Триатлон                      |       |       |       |       |       |       |       |        |        |        |        |        |        |        |        | 1      |        | 1      |        | 2       |
| Фудбал                        | Фудбал                        | ●     | ●     |       | ●     | ●     |       | ●     | ●      |        | ●      | ●      |        |        | ●      | ●      |        | 1      | 1      |        | 2       |
| Хокеј на трави                | Хокеј на трави                |       |       |       | ●     | ●     | ●     | ●     | ●      | ●      | ●      | ●      | ●      | ●      | ●      | ●      | 1      | 1      |        |        | 2       |
| Џудо                          | Џудо                          |       |       |       | 2     | 2     | 2     | 2     | 2      | 2      | 2      |        |        |        |        |        |        |        |        |        | 14      |
| Укупно финала по дану         | Укупно финала по дану         |       |       |       | 12    | 14    | 14    | 15    | 20     | 19     | 24     | 21     | 22     | 17     | 25     | 16     | 23     | 22     | 30     | 12     | 306     |
| Укупно финала до дана         | Укупно финала до дана         |       |       |       | 12    | 26    | 40    | 55    | 75     | 94     | 118    | 139    | 161    | 178    | 203    | 219    | 242    | 264    | 294    | 306    |         |
| август                        | август                        | 3 сре | 4 чет | 5 пет | 6 суб | 7 нед | 8 пон | 9 уто | 10 сре | 11 чет | 12 пет | 13 суб | 14 нед | 15 пон | 16 уто | 17 сре | 18 чет | 19 пет | 20 суб | 21 нед | Ук.фин. |

## Земље учеснице
Учествовало је 11.303 спортисте ( ... мушкараца и ... жена) из 207 земаља.
| 1. Авганистан 3 (2+1) 2. Албанија 6 (3+3) 3. Алжир 65 (.. + ..) 4. Америчка Самоа 4 (3+1) 5. Америчка Девичанска Острва 7 (5-2) 6. Андора 5 (2+3) 7. Ангола 25 (..+..) 8. Антигва и Барбуда 9 (7+2) 9. Аргентина 213 (..+..) 10. Аруба 7 (3+4 ) 11. Аустралија 421 (...+...) 12. Аустрија 71 (..+.. ) 13. Азербејџан 56 (..+..) 14. Бангладеш ( ) 15. Барбадос ( ) 16. Бахаме ( ) 17. Брунеј ( ) 18. Белгија 108 (70+38) 19. Белизе 3 (2+1) 20. Белорусија 124 (54+70) 21. Бенин ( ) 22. Бермуди 8 (4+4) 23. Боливија 12 (..+.. ) 24. Босна и Херцеговина 11 (5+4) 25. Боцвана ( ) 26. Бразил 465 (256+209) 27. Британска Девичанска Острва 4 (1+3) 28. Брунеј ( ) 29. Бугарска 51 (29+22) 30. Буркина Фасо ( ) 31. Бурунди ( ) 32. Вануату ( ) 33. Венецуела ( ) 34. Вијетнам ( ) 35. Габон ( ) 36. Гамбија ( ) 37. Гана ( ) 38. Гвајана ( ) 39. Гватемала ( ) 40. Гвинеја ( ) 41. Гвинеја Бисао ( ) 42. Гернзи ( ) 43. Грузија ( ) 44. Грчка ( ) 45. Гвам ( ) 46. Данска ( ) 47. Доминика ( ) 48. Доминиканска Република ( ) 49. Египат ( ) 50. Еквадор ( ) 51. Екваторијална Гвинеја ( ) | 1. Салвадор ( ) 2. Еритреја ( ) 3. Естонија ( ) 4. Етиопија ( ) 5. Зеленортска Острва ( ) 6. Замбија ( ) 7. Зимбабве ( ) 8. Израел ( ) 9. Индија ( ) 10. Индонезија ( ) 11. Ирак ( ) 12. Иран ( ) 13. Ирска ( ) 14. Исланд ( ) 15. Источни Тимор 3 (1+2) 16. Италија ( ) 17. Јамајка ( ) 18. Јапан ( ) 19. Јемен ( ) 20. Јерменија 32 (..+..) 21. Јордан ( ) 22. Јужна Кореја ( ) 23. Јужноафричка Република ( ) 24. Казахстан ( ) 25. Кајманска Острва ( ) 26. Камбоџа ( ) 27. Камерун ( ) 28. Канада ( ) 29. Катар ( ) 30. Кенија ( ) 31. Кина ( ) 32. Кинески Тајпеј ( ) 33. Кипар ( ) 34. Киргистан ( ) 35. Кирибати ( ) 36. Колумбија ( ) 37. Комори ( ) 38. Конго ( ) 39. Република Косово ( ) 40. Костарика ( ) 41. Кукова Острва ( ) 42. Куба ( ) 43. Кувајт ( ) 44. Лаос ( ) 45. Летонија ( ) 46. Лесото ( ) 47. Либан ( ) 48. Либерија ( ) 49. Либија ( ) 50. Литванија ( ) | 1. Лихтенштајн ( ) 2. Мадагаскар ( ) 3. Мађарска 160 (94+66) 4. Република Македонија 6 (2+4 ) 5. Малави ( ) 6. Малдиви ( ) 7. Малезија ( ) 8. Мали ( ) 9. Малта ( ) 10. Мароко ( ) 11. Маршалска Острва ( ) 12. Мауританија ( ) 13. Маурицијус ( ) 14. Мексико ( ) 15. Савезне Државе Микронезије ( ) 16. Мјанмар ( ) 17. Мозамбик ( ) 18. Молдавија ( ) 19. Монако ( ) 20. Монголија ( ) 21. Намибија ( ) 22. Немачка ( ) 23. Непал ( ) 24. Нигер ( ) 25. Нигерија ( ) 26. Никарагва ( ) 27. Нови Зеланд ( ) 28. Норвешка ( ) 29. Обала Слоноваче ( ) 30. Оман ( ) 31. Пакистан ( ) 32. Палау ( ) 33. Палестина ( ) 34. Панама ( ) 35. Папуа Нова Гвинеја ( ) 36. Парагвај ( ) 37. Перу ( ) 38. Пољска ( ) 39. Порторико ( ) 40. Португалија ( ) 41. Руанда ( ) 42. Румунија ( ) 43. Русија ( ) 44. Самоа ( ) 45. Сан Марино ( ) 46. Света Луција ( ) 47. Свазиленд ( ) 48. Сент Винсент и Гренадини ( ) 49. Северна Кореја ( ) 50. Сент Китс и Невис ( ) | 1. Сао Томе и Принсипе ( ) 2. Саудијска Арабија ( ) 3. Сејшели ( ) 4. Сенегал ( ) 5. САД ( ) 6. Сијера Леоне ( ) 7. Словачка ( ) 8. Словенија ( ) 9. Сингапур ( ) 10. Сирија ( ) 11. Соломонова Острва ( ) 12. Сомалија ( ) 13. Србија ( ) 14. Судан ( ) 15. Суринам ( ) 16. Тајланд ( ) 17. Танзанија ( ) 18. Таџикистан ( ) 19. Того ( ) 20. Тонга ( ) 21. Тринидад и Тобаго ( ) 22. Тувалу ( ) 23. Тунис ( ) 24. Туркмeнистан ( ) 25. Турска ( ) 26. Уганда ( ) 27. Узбекистан ( ) 28. Уједињени Арапски Емирати ( ) 29. Уједињено Краљевство ( ) 30. Украјина ( ) 31. Уругвај ( ) 32. Филипини ( ) 33. Финска ( ) 34. Фиџи ( ) 35. Француска ( ) 36. Хаити ( ) 37. Холандија ( ) 38. Хонгконг ( ) 39. Хондурас ( ) 40. Хрватска ( ) 41. Централноафричка Република ( ) 42. Црна Гора 34 (..+..) 43. Чад ( ) 44. Чешка ( ) 45. Чиле ( ) 46. Џибути ( ) 47. Швајцарска ( ) 48. Шведска ( ) 49. Шпанија ( ) 50. Шри Ланка ( ) |